# Ludwig I. (Anhalt-Köthen)

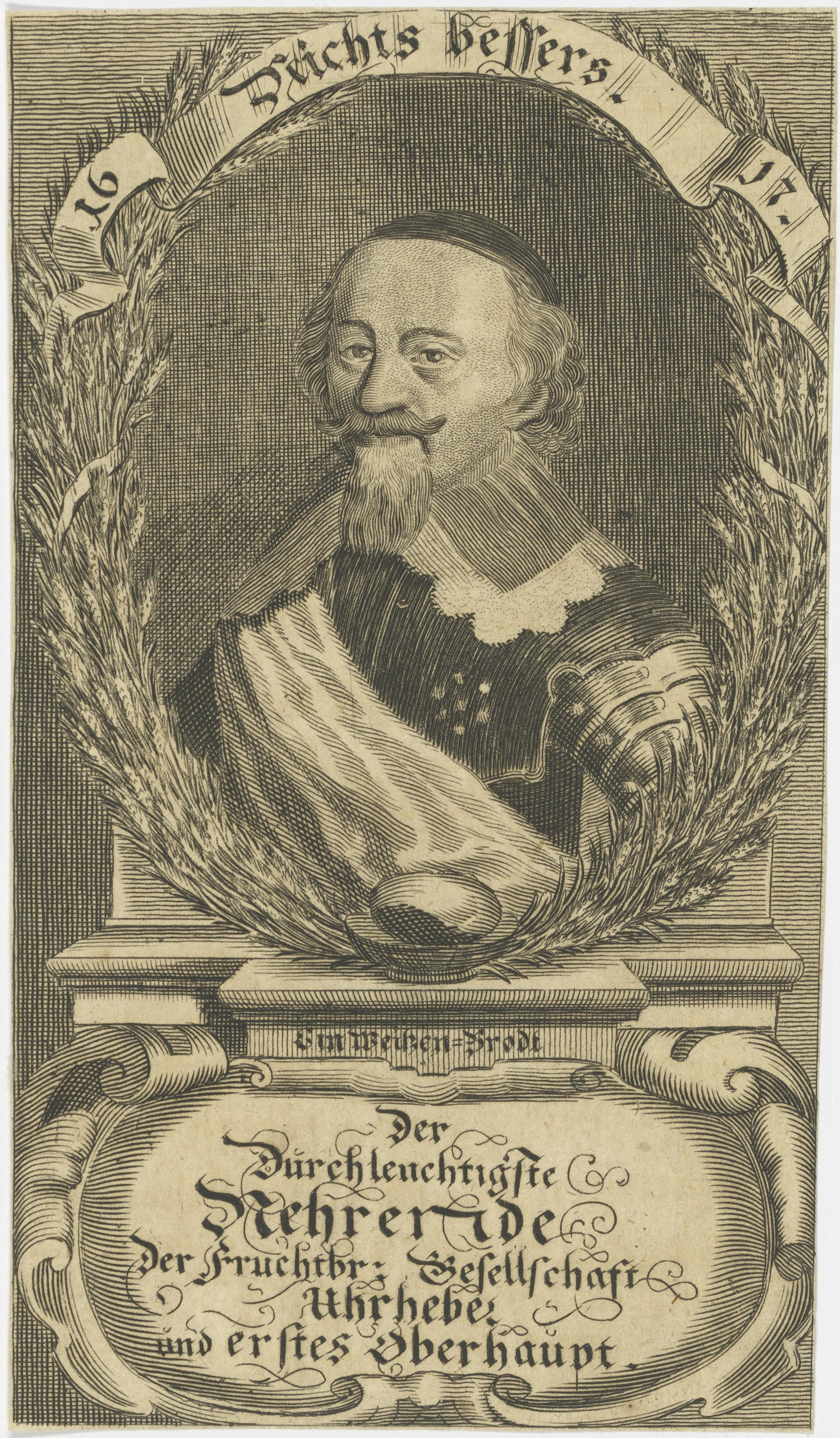
Ludwig I., Kupferstich von A. Römer, 1668.

Ludwig I., Fürst von Anhalt-Köthen (* 17. Juni 1579 in Dessau; † 7. Januar 1650 in Köthen) aus dem Hause der Askanier war regierender Fürst von Anhalt-Köthen und Gründer der Fruchtbringenden Gesellschaft, der ersten deutschen Sprachgesellschaft.

## Leben
Ludwig war der jüngste Sohn von Fürst Joachim Ernst von Anhalt und dessen Ehefrau Eleonore von Württemberg. Nach dem Tod seines Vaters 1586 wuchs Ludwig bei seinem Halbbruder und Vormund Fürst Johann Georg I. von Anhalt-Dessau an dessen Hof in Dessau auf.
Im Alter von 17 Jahren reiste Fürst Ludwig 1596 bis 1597 durch Großbritannien, Frankreich und die Niederlande. Kaum ein Jahr wieder in Dessau, brach er 1598 in die Schweiz auf und besuchte Österreich, Ungarn und Italien, wo er bis 1602 verblieb. Während seines jahrelangen Aufenthalts in Florenz wurde Fürst Ludwig durch Vermittlung seines Italienischlehrers Bastiano de Rossi als erstes deutsches Mitglied im Juli 1600 in die Accademia della Crusca aufgenommen und führte dort den Namen L’Acceso (Der Entzündete).
Nach weiteren ausgedehnten Reisen durch Frankreich, Britannien und die Niederlande trat Fürst Ludwig nach der Erbteilung 1606 die Regierung des Landesteils Anhalt-Köthen an. Am 31. Oktober 1606 heiratete er Amoena Amalia von Bentheim-Tecklenburg. Mit ihr hatte er einen Sohn, Prinz Ludwig der Jüngere von Anhalt-Köthen, der früh verstarb.
Militärisch und politisch blieb Fürst Ludwig zurückhaltend, dafür förderte er vehement die Landwirtschaft, legte einen heute noch existierenden Lustgarten an und gestaltete das neuerbaute Schloss und Hof nach italienischer Manier. Mit seiner finanziellen Unterstützung begann Wolfgang Ratke 1619 in Köthen einen großen Schulversuch. Wegen persönlicher, aber auch konfessioneller Probleme, die 1619 zur Verhaftung Wolfgang Ratkes führten, betrieb Fürst Ludwig das Projekt allein weiter. Dieses beinhaltete unter anderem ein enzyklopädisch angelegtes Schulbuchprogramm mit einer eigens zu diesem Zweck eingerichteten Druckerei.
Fürst Ludwig I. war nicht nur Gründungsmitglied der Fruchtbringenden Gesellschaft, sondern zugleich ihr erstes Oberhaupt, womit Köthen 1617 Sitz der Gesellschaft wurde. Noch ganz im Stil der Accademia della Crusca wählte er als Emblem Ein wol ausgebacken Weitzen-Brodt in einer Schüssel und als Gesellschaftsnamen der Nährende. Als einziges Mitglied benutzte Fürst Ludwig einen lateinischen Wahlspruch, Vita mihi Christus, mors lucrum (nach Phil 1,21 ). Im Köthener Gesellschaftsbuch steht Fürst Ludwig unter der Nr. 2, gleich hinter dem Initiator der Gesellschaft, Hofmarschall Caspar von Teutleben.
Im Dreißigjährigen Krieg übertrug König Gustav Adolf von Schweden an Fürst Ludwig die Statthalterschaft der Stifte Magdeburg und Halberstadt. Aus diesem Amt wollte ihn Graf Axel Oxenstierna wieder verdrängen. Problematisch war dieser Versuch vor allem für die Fruchtbringende Gesellschaft, da Oxenstierna ein Mitglied war.
Am 8. September 1625 starb Amoena Amalia im Alter von 39 Jahren. Nach Ablauf des obligaten Trauerjahres heiratete Fürst Ludwig am 12. September 1626 Sophie, Tochter von Graf Simon VI. zur Lippe. Mit ihr hatte er ebenfalls einen Sohn, Fürst Wilhelm Ludwig.
Am 7. Januar 1650 starb Fürst Ludwig im Alter von 70 Jahren in Köthen und wurde dort in der Fürstengruft der St.-Jakobs-Kirche beigesetzt. Nachfolger war sein zweiter Sohn Wilhelm Ludwig.

## Ehrungen

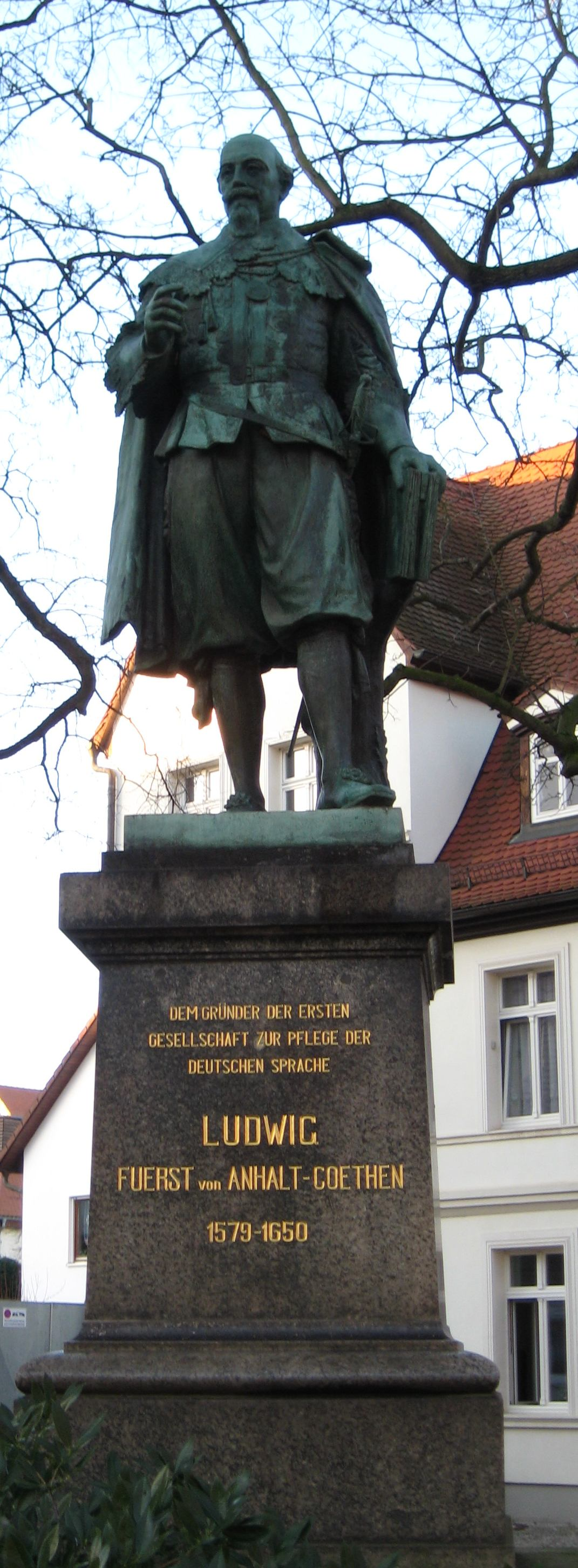
Denkmal auf dem Köthener Schlossplatz

Das Fürst-Ludwig-Denkmal am Köthener Schlossplatz wurde 1907 eingeweiht. Der Ludwigsbau des Köthener Schlosses, die ehemalige Köthener Freimaurerloge Ludwig zum Palmbaum, die Ludwigseiche im Schlossgarten sowie die Ludwigstraße in Köthen wurden ebenfalls nach ihm benannt.

## Gartenkunst
Ab 1606 legte Ludwig von Anhalt-Köthen den berühmten Schlossgarten um seine Residenz an, der unter anderem in der Topographia Superioris Saxoniae entsprechend gewürdigt wird. Viele Pflanzen und sogar mehrere Gärtner wurden aus Italien eingeführt bzw. in Köthen verpflichtet. Dabei stand nicht nur das Schöne im Fokus des Fürsten, sondern alle Quartiere wurden auch unter Nutzaspekten angelegt – Obstbäume, Kübelpflanzen, Blumenparterres, ein Labyrinth, Stellagen mit Topfpflanzen und sogar schon ein kleines Feigenhaus zur Überwinterung südländischer Gewächse gehörten dazu. Die Anlage übertraf die Größe des Schlosses um ein Vielfaches und wurde unter den folgenden Fürsten beibehalten und weiterentwickelt. Im Wesentlichen handelt es sich dabei um den Köthener Schlossgarten, der seine heutige Gestalt allerdings Umgestaltungen im 19. Jahrhundert und Vernachlässigungen im 20. und des beginnenden 21. Jahrhunderts verdankt.

## Nachkommen
- Erste Ehe: Fürst Ludwig heiratete 1606 Gräfin Amoena Amalie von Bentheim-Tecklenburg und Steinfurt (1586–1625)
  - Ludwig der Jüngere (1607–1624)
  - Luise Amoena von Anhalt-Köthen (1609–1625)
- Zweite Ehe: Ludwig heiratete 1626 Gräfin Sophie zur Lippe (1599–1654), Tochter von Graf Simon VI. zur Lippe.
  - Amalie Luise von Anhalt-Köthen (1634–1635)
  - Wilhelm Ludwig von Anhalt-Köthen (1638–1665) ⚭ Prinzessin Elisabeth Charlotte von Anhalt-Harzgerode (1647–1723), wurde 1665 Witwe und heiratete 1666 August von Schleswig-Holstein-Sonderburg-Plön.

## Werke (Auswahl)
- (Übs.) Johannis Baptistae Gelli … Anmutige Gespräch Capricci del Bottaio genandt. Köthen 1619.
- (Übs.) Johannis Baptistae Gelli … Anmütige Gespräche La Circe genandt. Köthen 1620.
- Kurtzer Bericht Von der Fruchtbringenden Gesellschafft Vorhaben, auch dero Nahmen, Gemählde und Wörter, in Reimen verfast. [o. O.], 1628. Digitalisat und Volltext im Deutschen Textarchiv.
- (Übs.) Jean du Bec-Crespin: Denckwürdige Geschichte des grossen Tamerlanis. Köthen 1639.
- (Übs.) Francisci Petrarchae … Sechs Triumphi oder Siegesprachten. Köthen 1643.

Neuausgabe:
- Klaus Conermann (Hrsg.): Werke. Band 1, Niemeyer, Tübingen 1992, ISBN 3-484-17603-2.